# Romain Gall
Romain Gall, född 31 januari 1995, är en amerikansk fotbollsspelare som spelar för tyska Rot-Weiß Erfurt.

## Karriär
Den 31 mars 2016 värvades Gall av Nyköpings BIS. I januari 2017 värvades Gall av GIF Sundsvall, där han skrev på ett treårskontrakt. Gall gjorde allsvensk debut den 2 april 2017 i en 3–1-vinst över AFC Eskilstuna, där han blev inbytt i den 83:e minuten mot Kristinn Steindórsson.
Den 18 juli 2018 värvades Gall av Malmö FF, där han skrev på ett 4,5-årskontrakt. Den 1 april 2020 lånades Gall ut till norska Eliteserien-klubben Stabæk över säsongen 2020. Den 25 augusti 2020 lånades han istället ut till Örebro SK på ett låneavtal över resten av säsongen. Den 30 mars 2021 lånades Gall på nytt ut till Örebro SK på ett säsongslån. Den 4 augusti 2021 bröts låneavtalet och Gall återvände till Malmö FF. Den 6 november 2022 meddelade klubben att kontraktet inte förlängs. Den 23 januari 2023 blev Gall klar för serbiska Mladost Novi Sad.